# 阜成门外大街
39°55′18″N 116°20′22″E / 39.921669°N 116.3395°E
阜成门外大街是位于中国北京市西城区西部的一条大街。

## 简介
阜成门外大街东起阜成门立交桥，与阜成门内大街、阜成门北大街、阜成门南大街连接，西到三里河路，与阜成路连接。旧时，阜成门外有斜街（后来称阜成门外北街，现已因阜成门外大街拓宽而成为阜成门外大街道路北侧路面）通往京西。1950年代初，在阜成门外北街南侧新建了一条道路，1965年定名为“阜成门外大街”。